# San Servolo
San Sèrvolo (version vénitienne de l'italien San Servilio, martyre de l'Istrie fêté le 24 mai) est une île de la Lagune de Venise reliée au croisement entre les canaux de l' Orfano, de San Nicolò et du Lazzaretto. Elle a une superficie de 0,48 km2 dont environ 0,38 km2 consacrés aux espaces verts.

## Architecture

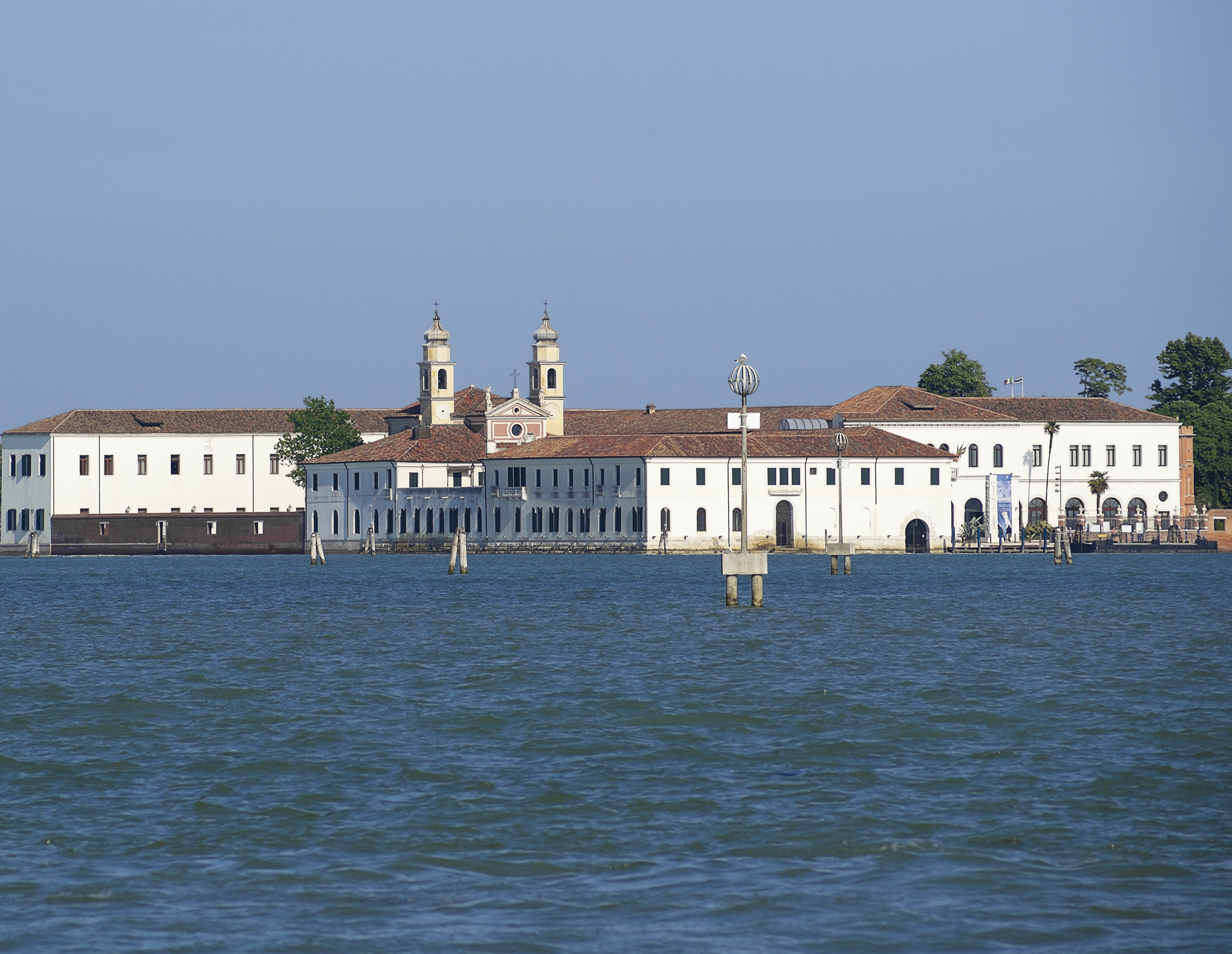
Les monuments bénédictins

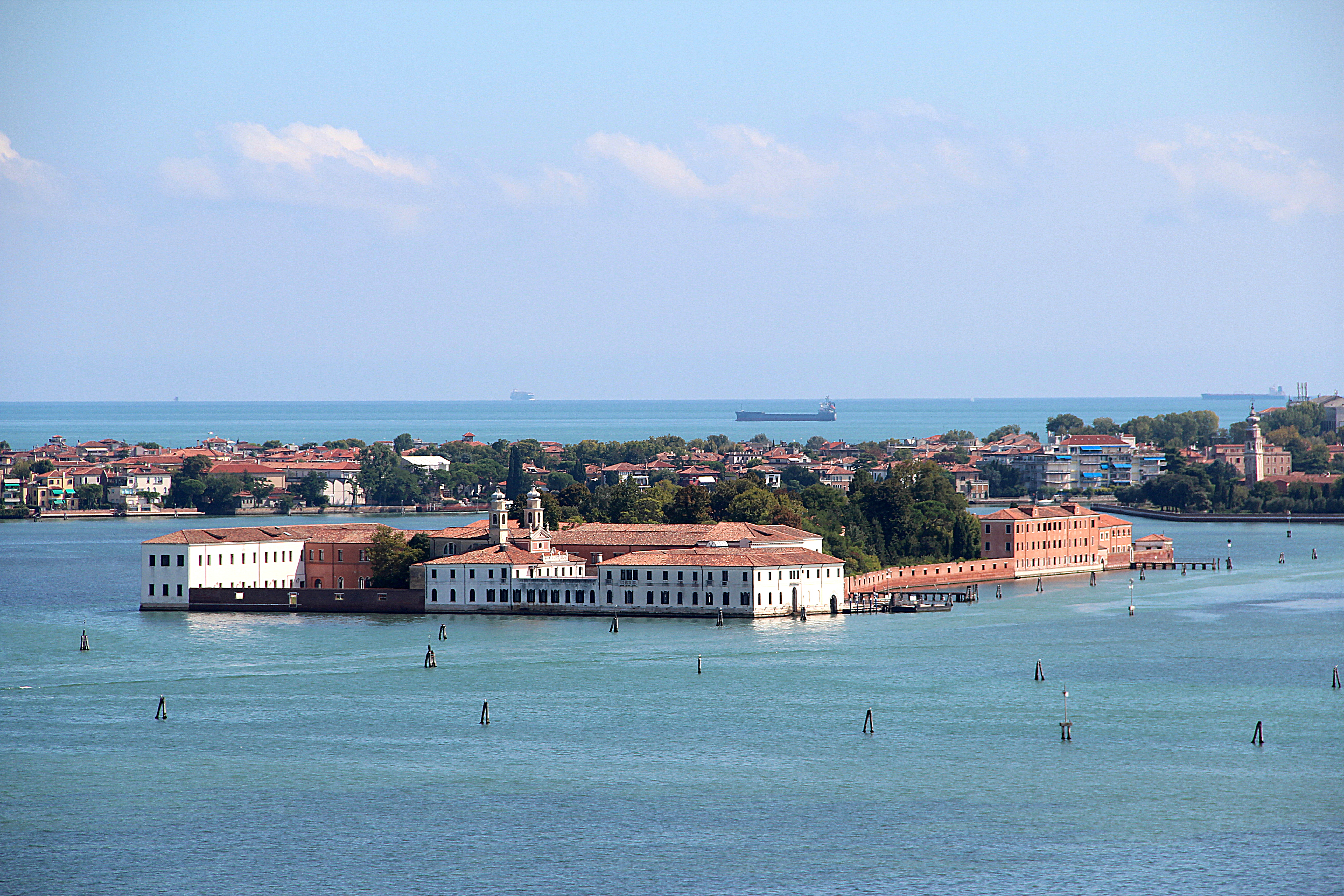
L'Île San Servolo vue du campanile de la basilique San Giorgio Maggiore.

Actuellement, les édifices sont divisés en deux parties : une partie monumentale où sont regroupés les monuments bénédictins antiques des VIIe et VIIIe siècles et une partie où sont regroupés les monuments construits durant le XIXe siècle.

## Histoire
La première installation bénédictine fut construite entre 764 et 819. C'est là que les moines chassés par les Francs du Monastère de Santo Stefano à Altino trouvèrent refuge. Les moines bénédictins déménagèrent ensuite à l'Abbaye de Sant'Ilario près de La Malcontenta laissant ainsi sur l'île un hospice pour les frères anciens. Le retour à la vie de couvent intervient en 1109 avec l'arrivée des sœurs bénédictines, fuyant Malamocco envahie par la mer.  

En 1615, à cause de la dégradation immobilière et de l'insalubrité de l'île, les sœurs furent transférées dans la ville de Venise au couvent de Santa Maria dell'Umiltà, abandonné par les Jésuites. Les locaux furent alors utilisés comme dépositoires à grain et, en 1630, comme repaire pour les pestiférés.
En 1648, l'île fut utilisée par les sœurs bénédictines, dominicaines et franciscaines arrivant de l'île de Crète après la conquête turque de l'île et y restèrent jusqu'en 1716, date à laquelle le couvent fut fermé.
Dès 1715 l'île fut occupée par un hôpital militaire, qui accueillit en 1725 son premier malade mental. Le gouvernement de Napoléon Ier décida en 1799 que les fous seraient désormais tous envoyés à San Servolo qui devint alors un asile et un hôpital militaire à gestion laïque. En 1798, le gouvernement autrichien céda l'hôpital à l'ordre des Frères de Saint-Jean-de-Dieu qui le déclarèrent asile central de la Vénétie, de la Dalmatie et du Tyrol pour les deux sexes. 

De 1805 à 1814, les Français envoyèrent sur San Servolo des soldats de l'Empire napoléonien.
Après l'unification du royaume d'Italie en 1866, la province de Venise fut chargée de la gestion de l'institut des asiles dont découla un grand nombre de transformations institutionnelles. En 1932, les asiles centraux vénitiens de San Servolo et San Clemente furent appelés Hôpitaux Psychiatriques.
En 1978 fut approuvée la loi 180/1978, promue par le médecin vénitien Franco Basaglia qui obligeait à la fermeture des hôpitaux psychiatriques. Dans les années suivantes l'hôpital fut en effet fermé.
Depuis les années 1990, la province de Venise, propriétaire de l'île a transformé le bâtiment en un centre de promotion multiculturel. En 2009, l'artiste français Philippe Pasqua y expose notamment ses vanités.